# Prix Juliette-de-Wils
Le prix Juliette-de-Wils, de la fondation Juliette Descours, est un ancien prix annuel de poésie classique créé en 1938 par l'Académie française. 
Le prix est fondé, à titre posthume, à l'initiative de la dramaturge et poétesse Juliette de Wils.

## Liste des lauréats

### Années 1930
- 1938 : 
  - Madeleine de Lanartic pour Pour nous deux
  - Mlle Claude Maubernard pour Farandoles de poèmes
- 1939 : Jeanne Bernard-Arnoux pour Sous le regard de Dieu

### Années 1940
- 1940 : Paul Lacour (1861-1953) pour Cent Fables
- 1942 : Jules Trohel pour Les Oraisons
- 1943 : Mme Le Garrec-Even pour Au bord des eaux
- 1944 : Jean Lebrau pour Sous le signe d'octobre
- 1945 : René Fernandat
- 1947 : 
  - Jules Chaix-Ruy (1896-1986) pour Reflets sur l'eau
  - Suzanne Lainé pour Seigneur, j'ai crié vers vous
- 1948 : Alice Cluchier (1899-1987) pour Au rouet de l'amour
- 1949 : Paul Rispal pour À l'approche du soir

### Années 1950
- 1950 : Lucie Rondeau-Luzeau pour Témoignage
- 1951 : 
  - Abbé J. Deschamps pour Rêveries, paysages, élévations...
  - Madeleine Mordacq pour Aux jardins de la Loire
- 1952 : Hélène Seguin pour Au clavier de mon cœur
- 1953 : Lucie Rondeau-Luzeau pour Le Vent du soir
- 1954 : 
  - Léon Kochnitzky (1892-1965) pour Élégies congolaises
  - Martial Marthon pour À l’ombre des châtaigniers
  - Marie-Louise Vidal de Fonseca pour Symphonie fantasque
  - Paul Zenner (1914-1980) pour Musique légère
- 1955 : 
  - Louise Chassagne pour Vespérales
  - Diane de Cuttoli pour L’Horizon intérieur
  - Claude Mirbel pour L’Ombre d’une fumée
- 1956 : 
  - Alice Cluchier (1899-1987) pour La Folle Ivraie
  - Paul Gasc pour Anthologie
  - Jules Tordjman pour Mémoire vive
- 1959 : Charles Tricou pour Allegro ma non troppo

### Années 1960
- 1960 : 
  - Georges Belloni pour Les Chemins de gloire
  - Claire Domal (1892-1972) pour L’Arbre en feu
- 1961 : Jean-Marie Fleury pour L’Amphore aux Étoiles
- 1962 : Paul Cardeilhac pour Rêveries premières et Nouvelles rêveries
- 1963 : Marguerite Grépon pour Les Insomniques
- 1964 : Marceau Prudhomme pour l'ensemble de son œuvre
- 1965 : 
  - Marie-Thérèse Gadala pour Sillages
  - René Pichard du Page (1886-1966) pour Visages, paysages, messages
- 1966 : Maurice Courant pour Quand l’heure sonne, O Déraison !
- 1967 : Georges Labro pour L’Art informel